# Blerina Matraku
Blerina Matraku (ur. 7 kwietnia 1979 w Krui) – albańska piosenkarka.

## Życiorys
Wzięła udział w festiwalu muzycznym Kënga Magjike w latach 2004, 2007 i 2009–2011.

## Teledyski[1]
| Rok  | Teledysk              |
| ---- | --------------------- |
| 2011 | Si guxonte            |
| 2015 | Paris                 |
| 2017 | Zemrat nje here falen |
| 2018 | Na na na              |
| 2019 | Pipzat                |
| 2020 | Ma Bella              |